# 2 février 1974
Le samedi 2 février 1974 est le 33e jour de l'année 1974.

## Naissances
- Andre Snyman, joueur de rugby sud-africain.
- Andrea Meneghin, joueur et entraîneur de basket-ball italien.
- Blaise Kouassi, footballeur ivoirien.
- Christian de Boisredon, écrivain français.
- Dan Herbert, joueuse de rugby australien.
- David Serero, architecte français.
- Jeff Cassar, joueur puis entraîneur de soccer américain.
- Karoline Graswander-Hainz, politicienne autrichienne.
- Khatuna Narimanidze, archère géorgienne.
- Oz Perkins, acteur américain.
- Qin Kanying, joueuse d'échecs chinoise.
- Radosław Kałużny, footballeur polonais.
- Sergio Volpi, joueur et entraîneur de football italien.
- Tomáš Poštulka, footballeur tchèque.

## Décès
- Frank Messervy (né le 9 décembre 1893), officier britannique.
- Imre Lakatos (né le 9 novembre 1922), logicien et épistémologue hongrois.
- Jean Absil (né le 23 octobre 1893), compositeur et pédagogue belge.
- Marieluise Fleisser (née le 23 novembre 1901), femme écrivain et dramaturge allemande.

## Événements
- Fin des jeux du Commonwealth britannique de 1974.